# Cama (commune)
Pour les articles homonymes, voir Cama.
Cama est une commune suisse du canton des Grisons.